# Ulrich Bittcher
Ulrich Bittcher (ur. 10 września 1957 w Gelsenkirchen) – niemiecki piłkarz występujący na pozycji pomocnika.

## Kariera
Bittcher karierę rozpoczynał jako junior w klubie STV Horst-Emscher. W 1972 roku trafił do juniorskiej ekipy zespołu FC Schalke 04. W 1976 roku został włączony do jego pierwszej drużyny, grającej w Bundeslidze. W tych rozgrywkach zadebiutował 20 marca 1976 w przegranym 1:4 meczu z Eintrachtem Brunszwik. 1 marca 1977 w zremisowanym 2:2 spotkaniu z Rot-Weiss Essen strzelił swojego pierwszego gola w Bundeslidze. W tym samym roku wywalczył z klubem wicemistrzostwo RFN. W 1981 roku spadł z Schalke do 2. Bundesligi. Rok później powrócił z nim do Bundesligi. W pierwszej drużynie Schalke Bittcher spędził 8 lat.
W 1983 roku podpisał kontrakt z Borussią Dortmund, również grającą w Bundeslidze. Pierwszy ligowy mecz zaliczył tam 16 sierpnia 1983 roku przeciwko 1. FC Kaiserslautern (2:2). W Borussii Bittcher grał przez 4 lata. W sumie zagrał tam w 84 ligowych meczach i zdobył 3 bramki.
W Bundeslidze rozegrał 252 spotkania i zdobył 22 bramki.